# Ларионова, Татьяна Петровна
Ларионова Татьяна Петровна (род. 2 июля 1955, Казань) — российский государственный и общественный деятель. Депутат Государственной думы Федерального собрания Российской Федерации VIII созыва. Член комитета Государственной Думы по вопросам семьи, женщин и детей.
Заместитель Председателя Государственного Совета Республики Татарстан, член Президиума Государственного Совета Республики. Исполнительный директор Некоммерческой организации «Республиканский Фонд возрождения памятников истории и культуры Республики Татарстан».

## Образование
Образование — высшее, окончила Казанский государственный университет им. В. И. Ульянова-Ленина по специальности «Русский язык и литература»; Казанский государственный медицинский институт по специальности — филолог и социальный работник. Кандидат социологических наук. Имеет учёное звание доцента по кафедре социологии.

## Трудовая деятельность
Трудовую деятельность начала в 1972 году старшей пионервожатой средней школы № 82 г. Казани, затем была организатором внеклассной и внешкольной работы.
С 1983 по 1991 годы была на партийной работе — инструктором, заместителем заведующего, заведующей отделом пропаганды и агитации, вторым секретарем Приволжского райкома партии г. Казани.
С 1991 г. в администрации г. Казани — заведующей отделом изучения и реализации проблем молодежи и социальной защиты, начальником отдела социальной защиты малоимущих слоев населения, начальником управления социальной защиты населения.
С 2001 по 2006 гг. — начальник управления социальной защиты Министерства социальной защиты Республики Татарстан в г. Казани.
С ноября 2006 г. — Государственный советник при Президенте Республики Татарстан по социальным вопросам.
С марта 2010 г. — Помощник Президента Республики Татарстан по социальным вопросам.
10 марта 2010 г. назначена исполнительным директором некоммерческой организации «Республиканский Фонд возрождения памятников истории и культуры Республики Татарстан».
С октября 2014 по сентябрь 2019 года — Депутат Государственного Совета Республики Татарстан пятого созыва, заместитель Председателя Государственного Совета Республики Татарстан, Член Президиума Государственного Совета Республики Татарстан. Курировала вопросы участия Государственного Совета Республики Татарстан и его органов в реализации государственной политики в сфере возрождения и развития памятников истории и культуры, расположенных на территории Республики Татарстан, популяризации объектов культурного наследия Республики Татарстан. Координировала взаимодействие Государственного Совета Республики Татарстан и его органов с благотворительными организациями и меценатами.
С сентября 2019 по сентябрь 2021 года— депутат Государственного совета РТ шестого созыва. Заместитель председателя Государственного Совета РТ.
19 сентября 2021 года избрана депутатом Государственной Думы VIII созыва по федеральному списку от региональной группы № 20 «Республика Татарстан».

## Санкции
25 февраля 2023 года, на фоне вторжения России на Украину, внесена в санкционный список всех стран Евросоюза за действия которые подрывают территориальную целостность, суверенитет и независимость Украины.
30 сентября 2022 года попала в санкционный список США в ответ на «фиктивные референдумы» и «аннексию территорий Украины российскими оккупационными силами». Государственный департамент отмечает что депутаты единогласно приняли закон о фейках, а некоторые депутаты сыграли ключевую роль в распространении российской дезинформации о войне.
23 февраля 2023 года включена в санкционный список Канады «соратников режима», так как он «голосовал за законодательство связанное с вторжением и попыткой аннексии четырех регионов Украины».
По аналогичным основаниям находится под санкциями Новой Зеландии, Украины и Швейцарии.

## Общественная деятельность
Президент российской общественной организации «Единство женщин».
Руководитель Общественного объединения женщин-депутатов Государственного Совета Республики Татарстан «Мэрхэмэт-Милосердие».
Глава фонда «Возрождение».

## Семья
Замужем, имеет дочь.

## Награды
- «Заслуженный работник культуры Республики Татарстан» (1999)
- Почётная грамота Министерства просвещения СССР (1982)
- Нагрудный знак «Почётный работник Минтруда России» (2003)
- Медаль «В память 1000-летия Казани» (2005)
- Медаль ордена «За заслуги перед Отечеством» II степени (2006)
- Медаль ордена «За заслуги перед Отечеством» I степени (2012)
- Благодарность Президента Республики Татарстан (2013)
- Медаль «За доблестный труд» (2014)
- Орден «Дуслык» (2017)
- Государственная премия Республики Татарстан в области науки и техники (2020)
- Орден преподобной Евфросинии, великой княгини Московской III степени (2021) — во внимание к помощи в строительстве Казанского собора г. Казани[19]